# Thrinchostoma sladeni
Thrinchostoma sladeni är en biart som beskrevs av Cockerell 1913. Thrinchostoma sladeni ingår i släktet Thrinchostoma och familjen vägbin. Inga underarter finns listade i Catalogue of Life.